# São Domingos de Rana
São Domingos de Rana är en ort och freguesia (kommundel) i Cascais kommun i Portugal, cirka 25 kilometer väster om Lissabon. Invånarantalet 2011 i São Domingos de Rana var 57 507.